# Kerivoula argentata
Kerivoula argentata é uma espécie de morcego da família Vespertilionidae. Pode ser encontrada na Angola, República Democrática do Congo, Quénia, Malawi, Moçambique, África do Sul, Essuatíni, Tanzânia, Uganda, Zâmbia e Zimbabwe.
Pode ser encontrada nos seguintes países: savanas húmidas.